# Zoohorija
Zoohorija je pojav raznašanja semen in spor s pomočjo živali. Pomembno vlogo pri tem imajo žuželke, ptice in sesalci. To je primer odvisnosti, ki obstaja med rastlinami in živalmi, poleg tega pa je tudi posledica medsebojnega prilagajanja.